# Essigny-le-Petit
Essigny-le-Petit település Franciaországban, Aisne megyében. Lakosainak száma 351 fő (2022. január 1.). Essigny-le-Petit Fonsomme, Fontaine-Uterte, Homblières és Remaucourt községekkel határos.

## Népesség
A település népességének változása:
| Lakosok száma | 402  | 383  | 399  | 355  | 371  | 351  | 344  | 347  | 349  | 351  |
|               | 1968 | 1982 | 1990 | 2006 | 2013 | 2015 | 2017 | 2019 | 2020 | 2022 |